# Harold Sherman
Harold Morrow Sherman (* 13. Juli 1898 in Traverse City, Michigan; † 19. August 1987 in Mountain View, Arkansas) war ein US-amerikanischer Schriftsteller.

## Leben und Wirken
Nach einem kurzen Studium an der University of Michigan ließ Harold Sherman sich in Detroit nieder, um für die Ford Motor Company zu arbeiten. Er heiratete 1920 Martha Bain, mit der er zwei Töchter Mary and Marcia hatte. Ab 1921 arbeitete er als Reporter für die Zeitung The Marion Chronicle in Indiana. 1924 zog Sherman nach New York City, wo zwei seiner Stücke am Broadway aufgeführt wurden. In New York schrieb er auch Jugendromane über Sport und Abenteuer, darunter die erfolgreiche Reihe Tahara. Die 1950er und frühen 1960er Jahre lebte Sherman in Hollywood, wo er als Drehbuchautor für Fernsehproduktionen und Spielfilme tätig war. So schrieb er das Drehbuch zum Film Die Abenteuer Mark Twains, der 1944 unter der Regie von Irving Rapper entstand.
Eines der bevorzugten Interessengebiete Shermans war die Parapsychologie. Er schrieb zahlreiche Bücher über Themen wie außersinnliche Wahrnehmung, Geistheilung und Fragen über das Jenseits. 1937 und 1938 nahm Sherman mit Sir Hubert Wilkins, als dieser sich in der Arktis aufhielt, Aufsehen erregende Experimente zur Telepathie vor. Sherman arbeitete auch mit Autoren der Neugeist-Bewegung wie Claude Bristol zusammen. Unter seinen Veröffentlichungen finden sich hunderte Bücher. Sein literarischer Nachlass wird im Archiv der University of Central Arkansas verwahrt.

## Werke (Auswahl)
Literatur von und über Harold Sherman im Katalog der Deutschen Nationalbibliothek

### Sachbücher
- Your Key to Happiness (1935)
- Thoughts through Space (mit Sir Hubert Wilkins) (1942)
- Your Key to Married Happiness (1944)
- Your Key to Youth Problems (1945)
- Your Key to Romance (1948)
- You Live After Death (1949)
- You Can Stop Drinking (1950)
- Know Your Own Mind (1953)
- Adventures in Thinking (1956)
- How To Turn Failure into Success (1958)
- How to Use the Power of Prayer (1958)
- How To Make ESP Work For You (1964)
- How to Solve Mysteries of Your Mind and Soul (1965)
- Wonder Healers of the Philippines (1967)
- Your Mysterious Powers of ESP (1969)
- How to Foresee and Control Your Future (1970)
- How to Take Yourself Apart and Put Yourself Back Together Again (1971)
- You Can Communicate with the Unseen World (1974)
- How to Know What to Believe (1976)
- How to Picture What You Want (1978)
- The Dead Are Alive! (1981)
- Die Kraft des Mentaltrainings. München Verlag Peter Erd 1990, ISBN 3-8138-0176-4

### Romane
- Cameron McBain, Backwoodsman (1927)
- Over the Line (1929)
- Ding Palmer, Air Detective (1930)
- The Land of Monsters (1931)
- It's a Pass! (1931)
- Strike Him Out (1931)
- Let Freedom Ring! (1932)
- Interference (1932)
- Under the Basket (1932)
- Down the Ice (1932)
- Double Play  (1932)
- The Tennis Terror (1932)
- Captain of the Eleven (1933)
- The Green Man (1946)
- All Aboard for the Moon (1947)
- The Green Man Returns (1947)
- Call of the Land (1948)
- This Way to Heaven (1948)